# Hypocacculus angulosus
Hypocacculus angulosus är en skalbaggsart som först beskrevs av Thomas Vernon Wollaston 1864.  Hypocacculus angulosus ingår i släktet Hypocacculus och familjen stumpbaggar. Inga underarter finns listade i Catalogue of Life.